# ژوا چیتوود
جورج رایس چیتوود (انگلیسی: George Rice Chitwood؛ زادهٔ ۱۴ آوریل ۱۹۱۲ در دنسیون، تگزاس، درگذشتهٔ ۳ ژانویهٔ ۱۹۸۸ در تامپا بی، فلوریدا) رانندهٔ مسابقات اتومبیل‌رانی فرمول یک اهل ایالات متحده آمریکا بود که در فصل ۱۹۵۰ در مجموع در یک گراند پری شرکت کرد.
او در طول دوران فعالیت خود در فرمول یک تنها ۱ امتیاز را به نام خود به‌ثبت رساند.
چیتوود در ۳ ژانویه ۱۹۸۸ در تامپا بی، فلوریدا درگذشت.